# Uranoscopus albesca
Uranoscopus albesca är en fiskart som beskrevs av Regan, 1915. Uranoscopus albesca ingår i släktet Uranoscopus och familjen Uranoscopidae. Inga underarter finns listade i Catalogue of Life.